# Irgun
Irgun Zvai Leumi (hrv. "Nacionalna vojna organizacija"), osnovana od strane izraelskih ekstremista i djelovala je u Palestini od 1931. do 1948. Smatralo se da je to bila teroristička organizacija za vrijeme britanskog mandata u Palestini.
Cilj organizacije bili su nasilni napadi uz čiju pomoć trebale su se pobijediti britanske institucije u Palestini i palestinski Arapi.
Vođa Irguna u periodu od 1943. – 1948. bio je Menachem Begin, koji kasnije postaje predsjednik vlade Izraela. 
Irgun je izvršio veliki broj atentata. Najpoznatiji napad bio je na King David Hotel u Jeruzalemu 1946. U ovom napadu ubijena je ukupno 91 osoba. 
Pošto je eksploziv bio u kamionu za prijevoz mlijeka, ovo se smatra prvim primjerom uporabe automobilske bombe u bliskoistočnom sukobu. 
Jedan drugi Irgunov napad bio je odgovoran za Deir Yassin masakr 1948.